# Claire Dodd

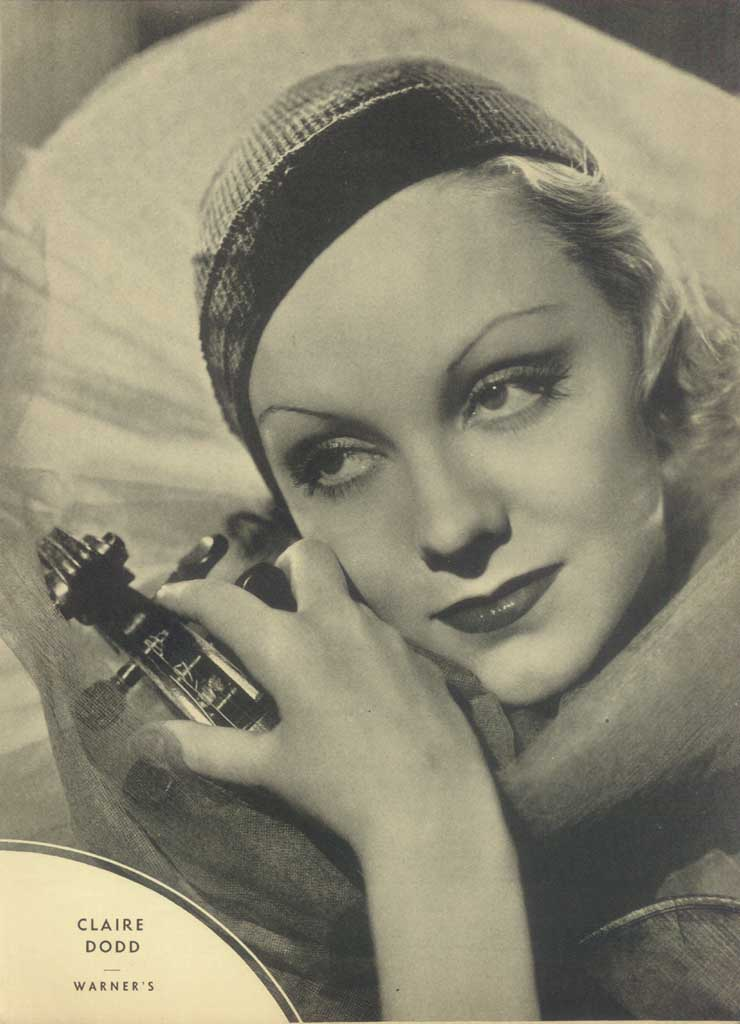
Claire Dodd (1933)

Dorothy Arlene „Claire“ Dodd (* 29. Dezember 1911 in Des Moines, Iowa; † 23. November 1973 in Beverly Hills, Kalifornien) war eine US-amerikanische Schauspielerin und Tänzerin.

## Leben
Claire Dodd wurde 1911 (anderen Quellen zufolge 1908) als einziges Kind des Farmers Walter Willard Dodd und seiner Frau Ethel Viola in Des Moines geboren und wuchs ihre ersten sechs Lebensjahre in Baxter auf, ehe sie mit ihrer Familie in ihre Geburtsstadt zog. Dort absolvierte sie auch ihre Schullaufbahn. Nachdem sich ihre Eltern trennten, zog Dodd nach Los Angeles und verdiente dort ihr Geld als Model. Nebenbei nahm sie an Castings für ihre ersten kleinen Filmrollen teil, die sie ab 1930 erhielt.
Während eines Castings wurde Dodd im selben Jahr von Samuel Goldwyn für dessen Tanzgruppe Goldwyn Girls engagiert und trat mit ihnen im Musikfilm Whoopee! auf. Der Produzent des Films war Florenz Ziegfeld junior, der Dodd als Tänzerin bei den Ziegfeld Follies in New York aufnahm. Nachdem sie einen Vertrag bei Paramount Pictures abschloss kehrte sie wieder nach Los Angeles zurück.
Claire Dodd erhielt in Hollywood den Spitznamen Mystery Girl, da sie ihr Privatleben möglichst weit abschirmte. Auch ihr Geburtsdatum blieb unverifiziert, weshalb es bis heute unterschiedliche Angaben gibt, wobei 1911 am häufigsten genannt wird. Sie war zweimal verheiratet: Von 1931 bis zur Scheidung 1938 mit dem Investmentbanker John Milton Strauss. Der gemeinsame Sohn kam 1936 zur Welt. Bis zur Geburt dieses Kindes hatte das Paar die Ehe geheim gehalten. 1942 heiratete Dodd H. Brand Cooper, mit dem sie vier weitere Kinder bekam. Die Ehe hielt bis zu Dodds Tod.
Nach der Heirat mit H. Brand Cooper beendete Claire Dodd ihre Filmkarriere und zog sich ins Privatleben zurück. Am 23. November 1973 starb sie im Alter von 61 Jahren in ihrem Haus in Beverly Hills an einer Krebserkrankung. Sie wurde auf dem Gelände des Brand Library & Art Center in Glendale bestattet.

## Filmografie (Auswahl)
- 1930: Our Blushing Brides
- 1930: Whopee!
- 1931: Up Pops the Devil
- 1931: The Road to Reno
- 1931: Girls About Town
- 1931: Eine amerikanische Tragödie (An American Tragedy)
- 1931: Under Eighteen
- 1931: Working Girls
- 1931: The Secret Call
- 1932: Madame verliert ihr Kleid (This Is the Night)
- 1932: Man Wanted
- 1932: Two Kinds of Women
- 1932: Guilty as Hell
- 1932: Lawyer Man
- 1932: The Match King
- 1933: Parachute Jumper
- 1933: Ein charmanter Schwindler (Hard to Handle)
- 1933: Blondie Johnson
- 1933: My Woman
- 1933: Elmer, the Great
- 1933: Spätere Heirat ausgeschlossen (Ex-Lady)
- 1933: Parade im Rampenlicht (Footlight Parade)
- 1934: Massacre
- 1934: Journal of a Crime
- 1934: Die Spielerin (Gambling Lady)
- 1934: Smarty
- 1934: Secret of the Chateau
- 1934: The Personality Kid
- 1934: I Sell Anything
- 1934: Babbitt
- 1935: Roberta
- 1935: The Case of the Curious Bride
- 1935: Der gläserne Schlüssel (The Glass Key)
- 1935: The Goose and the Gander
- 1935: The Payoff
- 1936: Mariners of the Sky
- 1936: The Singing Kid
- 1936: Murder by an Aristocrat
- 1936: Zwei gegen die Welt (Two Against the World)
- 1936: The Case of the Velvet Claws
- 1937: The Women Men Marry
- 1938: Romance in the Dark
- 1938: Fast Company
- 1938: Three Loves Has Nancy
- 1938: Charlie Chan in Honolulu
- 1939: Slightly Honorable
- 1939: Woman Doctor
- 1940: If I Had My Way
- 1941: The Black Cat
- 1941: In the Navy
- 1942: Daring Young Man
- 1942: Don Winslow of the Navy (Serial)
- 1942: The Mad Doctor of Market Street